# Clara Breed
Clara Estelle Breed, née le 19 mars 1906 à Fort Dodge dans l'Iowa et morte le 8 septembre 1994 à Spring Valley, en Californie, est une bibliothécaire de San Diego (Californie). On se souvient surtout d'elle pour son soutien aux enfants américano-japonais pendant la Seconde Guerre mondiale.

## Biographie
Clara Breed est née à Fort Dodge (Iowa) en 1906. Ses parents sont Estelle Marie Potter et Reuben Leonard Breed, un ministre de la Congrégation. La famille vit à New York et dans l'Illinois, avant de déménager à San Diego en 1920 après la mort de Ruben Breed.
En 1923, elle est diplômée de l'Université de San Diego, puis en 1927 de Pomona College, elle obtient une maîtrise en bibliothéconomie de la Western Reserve University.

## Carrière
En 1928, Clara Breed commence à travailler comme bibliothécaire pour enfants à la bibliothèque annexe de l'est de San Diego et elle en est également superviseure de 1929 à 1945. En 1946, elle est nommée bibliothécaire municipale de San Diego, un poste qu'elle occupe pendant 25 ans. Pendant qu'elle exerce ses fonctions, le réseau de bibliothèque est étendu avec la création d'une nouvelle bibliothèque principale en 1955 et de plusieurs bibliothèques de quartier. Elle crée la Serra Cooperative Library System qui améliore l'efficacité des prêts entre bibliothèques. Auparavant, les usagers des bibliothèques ne pouvaient emprunter que les livres de l'établissement (ville, comté, etc) dont ils étaient adhérents. Avec la création du système de coopération entre bibliothèques, les usagers peuvent emprunter les livres de toutes les bibliothèques des comtés d'Imperial et de San Diego.
Clara Breed est également la force motrice de la construction du bâtiment de la bibliothèque centrale de San Diego dans les années 1950. En 1983, à l'occasion de son centenaire, elle écrit une histoire du réseau des bibliothèques de San Diego, Turning the Pages: San Diego Public Library History, 1882-1982.

## Seconde Guerre mondiale et internement des enfants japonais-américains
Après l'attaque de Pearl Harbor le 7 décembre 1941, le Président Franklin Roosevelt met en place le décret présidentiel 9066 permettant l'internement de Japonais-Américains (ou Nippo-Américains) dans des camps de concentration en Arizona et sur le long de la côte ouest des États-Unis. De nombreux résidents de la Californie d'origine japonaise sont transférés dans des camps, dont plusieurs enfants qui utilisent la bibliothèque municipale de San Diego. Lorsque ces enfants se présentent à la bibliothèque pour rendre leur carte et dire au revoir à Clara Breed, cette dernière leur remet des cartes postales timbrées adressées à son nom afin qu'ils lui fassent part de leurs besoins. Les enfants lui écrivent et elle leur répond et leur expédie des livres, des vêtements, du savon ou des brosses à dent. Certains de ces enfants lui font part de leur crainte face à l'avenir et leur vie en sortant des camps. Elle entretient d'ailleurs une correspondance avec certains d'entre eux jusqu'à sa mort en 1994. Depuis, on a retrouvé plus de 250 lettres envoyées par ces jeunes Japonais-Américains adressées à Clara Breed.

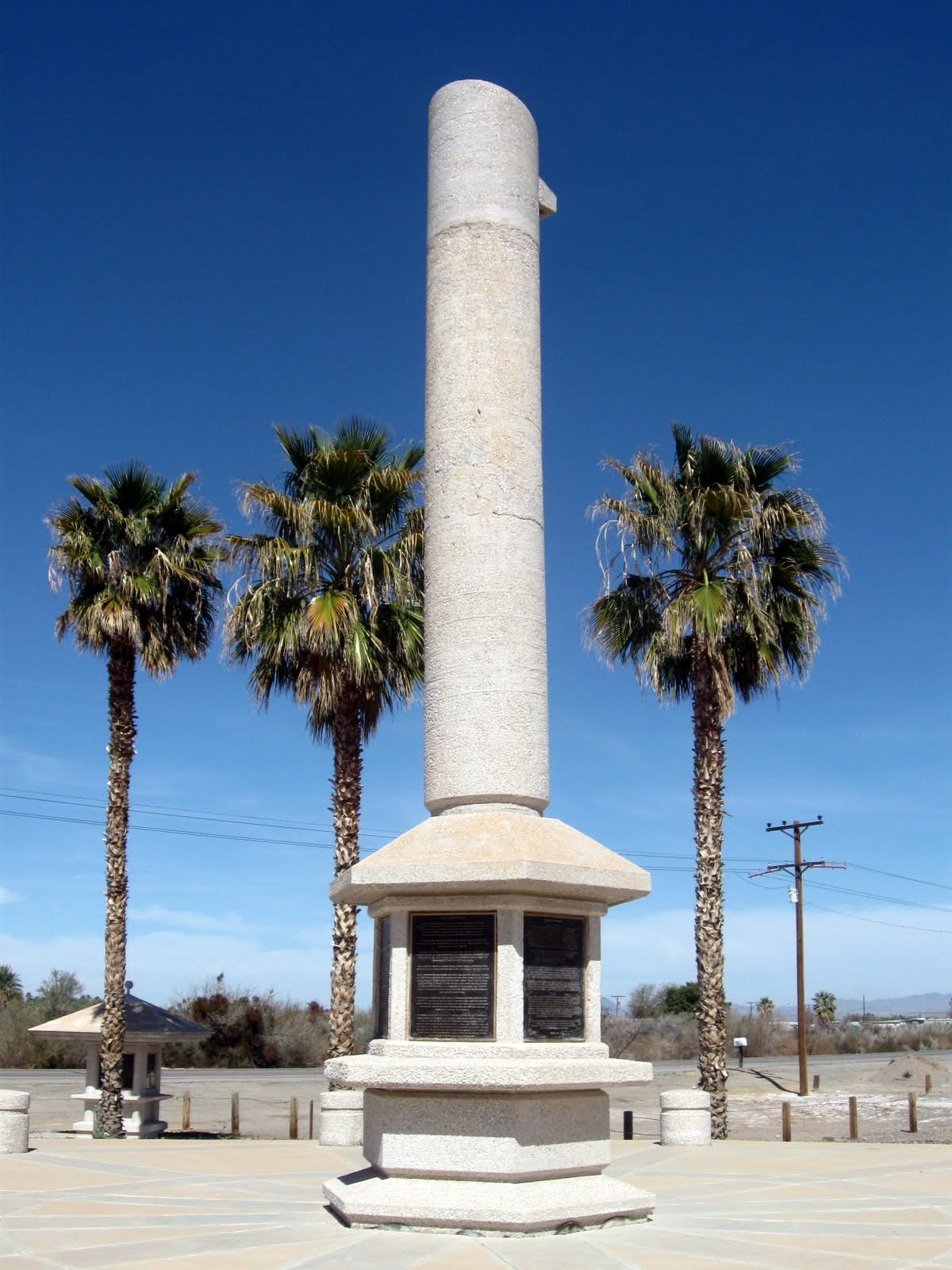
Japanese Internment Camp Memorial, Poston, Arizona, 2011

En plus d'entretenir des relations avec les enfants japonais-américains, elle s'oppose publiquement à l'internement de la communauté japonaise-américaine. Elle envoie des lettres à ce sujet à plusieurs membres du Congrès afin de les convaincre d'y mettre fin. En 1943, elle écrit également des articles publiés sous les titres « All But Blind » dans le Library Journal et « Americans With the Wrong Ancestors » dans The Horn Book Magazine où elle défend les Japonais-Américains et revendique leur droit à la liberté et aux mêmes chances que tout autre citoyen américain.

## Reconnaissance d'après-guerre
En 1955, elle est nommée Femme de l'année par le San Diego Women's Service Council.
En 1983, elle est nommée Librarian Emeritus par la ville de San Diego, un honneur qui a été décerné à un seul autre bibliothécaire.
En 1991, elle est invitée d'honneur à la réunion du Poston Camp III organisée à San Diego.
En 1993, elle donne les lettres qu’elle avait sauvées à une de ses anciennes correspondantes, Elizabeth (Kikuchi) Yamada, une enseignante d’anglais retraitée. Cette dernière les a ensuite remis au Japanese American National Museum pour l’exposition « Dear Miss Breed: Letters from Camp » et elles font maintenant partie de la collection permanente du musée.
Le 9 mai 2001, le National Public Radio dédie une émission spéciale sur son histoire.
En 2006, la Bibliothèque municipale de San Diego expose des lettres et artéfacts de Clara Breed pour célébrer ce qui aurait été son centième anniversaire. La même année, le livre Dear Miss Breed: True Stories of the Japanese American Incarceration during World War II and a Librarian Who Made a Difference de Joanne Oppenheim est publié.
En 2014, elle est intronisée dans le California Library Hall of Fame.

## Sources